# Công nghiệp tình dục

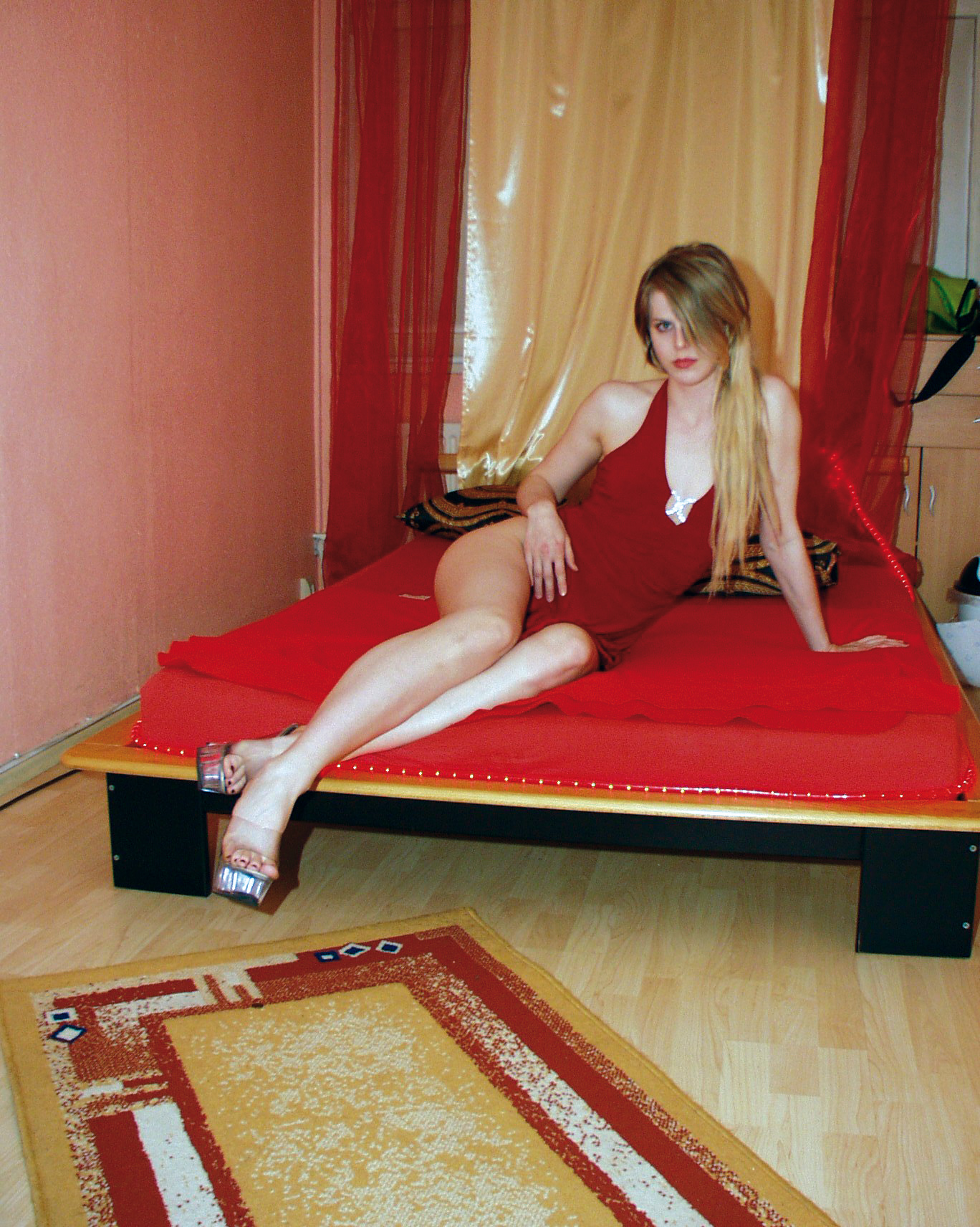
Một gái mại dâm ở Đức; màu đỏ là màu ưa thích của ngành công nghiệp tình dục trong nhiều nền văn hóa, do liên quan mật thiết đến đam mê, tình yêu và tình dục.

Ngành công nghiệp tình dục (còn gọi là buôn bán tình dục) bao gồm các doanh nghiệp trực tiếp hoặc gián tiếp cung cấp các sản phẩm và dịch vụ liên quan đến tình dục hoặc giải trí người lớn. Ngành công nghiệp bao gồm các hoạt động liên quan đến việc cung cấp trực tiếp các dịch vụ quan hệ tình dục liên quan đến, chẳng hạn như mại dâm, các câu lạc bộ thoát y, câu lạc bộ tiếp viên và những thú tiêu khiển liên quan đến tình dục, chẳng hạn như nội dung khiêu dâm, tạp chí của nam giới định hướng tình dục, phim khiêu dâm, đồ chơi tình dục, ái vật và đồ dùng cá nhân BDSM. Các kênh tình dục cho truyền hình và phim sex trả trước cho video theo yêu cầu, là một phần của ngành công nghiệp tình dục, cũng như các rạp chiếu phim người lớn, cửa hàng tình dục, triển lãm lỗ nhòm và câu lạc bộ thoát y.